# Шлях Абая
«Шлях Абая» — роман-епопея Мухтара Ауэзова, що описує життя казахського поета Абая Кунанбаєва. Перша епопея, написана казахською мовою. «Шлях Абая» широко відомий у Казахстані далеко за його межами. Роман-епопея складається із чотирьох книг.
Головний герой роману — реальна історична фігура, знаменитий казахський поет, основоположник казахської письмової літератури Абай Кунанбаєв. У романі розгорнуто панораму повної драматизму та протиріч народного життя, побуту та вдач кочових та осілих степовиків кінця XIX століття, на повну силу показано широту та красу вільнолюбної душі казахського народу, його мрії про найкраще, його надії та сподівання, його своєрідний духовний уклад характер.
В 1948 роман (1-2 книги) був відзначений Сталінською премією в галузі літератури та мистецтва, а в 1959, після завершення епопеї, він був відзначений Ленінською премією як видатний твір соціалістичного реалізму.

## Історія написання
Учнівські роки Мухтару Ауезову приходили думки про написання роману в розмовах зі своїм дідом Ауезом, який був на кілька років старший за Абая і походив з того ж племені Тобекти. Приблизно в ті ж роки автор зустрічався зі старими дружинами Абая — Дільдою та Айгерим.
Мухтар Ауезов присвятив понад 20 років написання роману про класика казахської літератури Абая.
Перш ніж розпочати написання роману, автор зайнявся вивченням біографії та творчості поета. Мухтар Ауезов відредагував повне зібрання творів поета, написав його біографію, зібрав історичні матеріали, що стосуються поета та його епохи; у співавторстві зі своїм другом, письменником Л. С. Соболєвим, знавцем історії культури казахського народу, було написано трагедію «Абай», що відображає останні роки життя поета.
Зібрання матеріалів про Абая мало свої цікаві особливості, незнайомі більшості авторів історичних романів. Практично не залишилося друкованих та письмових даних про життя, роботу, зовнішність та характер поета. Всі дані його біографії, всі події роману доводилося збирати тривалий час шляхом усного опитування людей, які знали Абая, шляхом розмови з ними. Єдиним близьким другом поета, який дожив до сьогодення Ауезова, був акин Кокпай. Помер Кокпай у 1927 році, проте, бувши молодшим за Абая на шістнадцять років, він не міг нічого розповісти про ранній період життя поета.
Внаслідок цих пошуків накопичилася досить велика кількість матеріалів. Сам автор часто про себе повторював завіт Максима Горького: «Пиши про те, про що не маєш права мовчати». Автор говорив, що після написання першого роману залишилася така кількість матеріалу, що не увійшов, що на основі його можна було написати ще одну таку ж книгу про цей же період життя героя.
Основними труднощами роману була необхідність витягувати матеріал з «потьмянілої пам'яті», що ослабла, для літніх співрозмовників. «Відновлювати за цими розповідями давно минуле життя було так само важко, як за зовнішністю шістдесятирічної Айгерим уявити сім'ї всю красу її дівочої краси, яка полонила колись Абая».
Спочатку автор планував назвати першу частину роману «Абай», а наступні дві «Шлях Абая». Але після завершення роботи над романом було вирішено дати їм єдину назву «Шлях Абая».
Українською мовою перекладений Дмитром Гриньком у 1955 році.

## Висловлювання про роман «Шлях Абая»
Альфред Курелла:

Це неймовірно, дивовижно! Степ ожив і пішов на вас, з усім пишнотою його первозданної природи, його жесту та цілісними характерами. А які пристрасті шекспірівські! Ви відчуваєте епоху як в жодному науковому дослідженні.

Бенджамін Матіп:

…Я ніколи раніше не чув про казахів. А тепер знаю їх дуже добре, знаю, тому що читав англійською мовою чудову книгу Мухтара Ауезова. Я познайомився з чудовою людиною і поетом казахського народу Абаєм, з його мудрою бабусею Зере і матір'ю Улжан, з улюбленими дівчатами — Тогжан і Айгерим, з друзями Абая — добрими й сміливими людьми, я полюбив цих героїв, полюбив так, ніби жив довгі роки, ділив їхнє горе й радості… У мене таке відчуття, що я зараз серед них і дихаю вашим повітрям. Насправді, який прекрасний народ — казахи! І як чудово написано про нього в романі «Абай»!. Я від душі заздрю вашому щасливому народу, а вас, Мухтар Ауезов, вітаю з безсмертним твором.

Луї Арагон:
В інших країнах цього світу дуже важко знайти такий твір, який зрівняється з цим; на мою думку, один із найкращих творів XX століття.
Тричі екранізований — у 1945, 1995 та 2021 роках.